# Nentershausen, Hessen
Nentershausen är en kommun i Landkreis Hersfeld-Rotenburg i Hessen i Tyskland. Den har cirka 2 500 invånare.
De tidigare kommunerna Bauhaus, Dens, Mönchhosbach, Nentershausen, Süß und Weißenhasel uppgick i den nya kommunen Nentershausen 31 december 1971.

## Vänorter
Nentershausen har följande vänorter:
- Ligueil, Frankrike
- Steglitz-Zehlendorf, Tyskland, sedan 1966
- Trusetal, Tyskland